# William Holden
William Holden (17 tháng 4 năm 1918 - 12 tháng 11 năm 1981]]) là một diễn viên người Mỹ. Ông là một trong những diễn viên thu hút khán giả lớn nhất trong những năm 1950 đến những năm 1970. Ông giành giải Oscar cho nam diễn viên chính xuất sắc nhất năm 1953 với vai diễn trong phim Stalag 17, và một giải thưởng Emmy Primetime cho Nam diễn viên chính xuất sắc nhất cho vai diễn trong bộ phim truyền hình năm 1973 The Blue Knight.
Holden đóng vai chính trong một số bộ phim nổi tiếng nhất và được đánh giá cao nhất của Hollywood, bao gồm các bộ phim bom tấn như Sunset Boulevard, Sabrina, The Bridge on the River Kwai, The Wild Bunch, Picnic, The Towering Inferno, và Network. 
Ông được bình chọn là một trong "Top 10 sao của năm" sáu lần (1954-1958, 1961), và xuất hiện thứ 25 trong Danh sách 100 ngôi sao điện ảnh của Viện phim Mỹ.

## Điện ảnh
| Năm  | Phim                            | Vai diễn                                | Ghi chú |
| ---- | ------------------------------- | --------------------------------------- | --- |
| 1938 | Prison Farm                     | Prisoner                                | Không được ghi danh |
| 1939 | Million Dollar Legs             | Graduate who says "Thank You"           | Không được ghi danh |
| 1939 | Golden Boy                      | Joe Bonaparte                           | |
| 1939 | Invisible Stripes               | Tim Taylor                              | |
| 1940 | Our Town                        | George Gibbs                            | |
| 1940 | Those Were the Days!            | P.J. "Petey" Simmons                    | |
| 1940 | Arizona                         | Peter Muncie                            | |
| 1941 | I Wanted Wings                  | Al Ludlow                               | |
| 1941 | Texas                           | Dan Thomas                              | |
| 1942 | The Fleet's In                  | Casey Kirby                             | |
| 1942 | The Remarkable Andrew           | Andrew Long                             | |
| 1942 | Meet the Stewarts               | Michael Stewart                         | |
| 1943 | Young and Willing               | Norman Reese                            | |
| 1943 | Reconnaissance Pilot            | Lt. 'Packy' Cummings                    | Phim ngắn |
| 1943 | Wings Up                        | Himself                                 | Phim ngắn |
| 1947 | Blaze of Noon                   | Colin McDonald                          | |
| 1947 | Dear Ruth                       | Lt. William Seacroft                    | |
| 1947 | Variety Girl                    | Himself                                 | |
| 1948 | The Man from Colorado           | Capt. Del Stewart                       | |
| 1948 | Rachel and the Stranger         | David Harvey                            | |
| 1948 | Apartment for Peggy             | Jason Taylor                            | |
| 1948 | The Dark Past                   | Al Walker                               | |
| 1949 | Streets of Laredo               | Jim Dawkins                             | |
| 1949 | Miss Grant Takes Richmond       | Dick Richmond                           | |
| 1949 | Dear Wife                       | Bill Seacroft                           | |
| 1950 | Father Is a Bachelor            | Johnny Rutledge                         | |
| 1950 | Sunset Boulevard                | Joe Gillis                              | Đề cử – Academy Award for Best Actor |
| 1950 | Union Station                   | Lt. William Calhoun                     | |
| 1950 | Born Yesterday                  | Paul Verrall                            | |
| 1951 | Force of Arms                   | Sgt. Joe "Pete" Peterson                | |
| 1951 | Submarine Command               | Lt. Cmdr. Ken White                     | |
| 1952 | Boots Malone                    | Boots Malone                            | |
| 1952 | The Turning Point               | Jerry McKibbon                          | |
| 1953 | Stalag 17                       | Sgt. J.J. Sefton                        | Academy Award for Best Actor Đề cử – New York Film Critics Circle Award for Best Actor                                                                  |
| 1953 | The Moon Is Blue                | Donald Gresham                          | |
| 1953 | Die Jungfrau auf dem Dach       | Tourist                                 | Vai khách mời |
| 1953 | Forever Female                  | Stanley Krown                           | |
| 1953 | Escape from Fort Bravo          | Capt. Roper                             | |
| 1954 | Executive Suite                 | McDonald Walling                        | Venice Film Festival Special Award for Ensemble Acting                                                                                                  |
| 1954 | Sabrina                         | David Larrabee                          | |
| 1954 | Samurai I: Musashi Miyamoto     | Narrator                                | Không được ghi danh |
| 1954 | The Country Girl                | Bernie Dodd                             | |
| 1954 | The Bridges at Toko-Ri          | Lt. Harry Brubaker                      | |
| 1955 | Love Is a Many-Splendored Thing | Mark Elliott                            | |
| 1955 | Picnic                          | Hal Carter                              | Đề cử – BAFTA Award for Best Foreign Actor |
| 1956 | The Proud and Profane           | Lt. Col. Colin Black                    | |
| 1956 | Toward the Unknown              | Maj. Lincoln Bond                       | |
| 1957 | The Bridge on the River Kwai    | Shears                                  | |
| 1958 | The Key                         | Capt. David Ross                        | |
| 1959 | The Horse Soldiers              | Major Henry Kendall                     | |
| 1960 | The World of Suzie Wong         | Robert Lomax                            | Đề cử – Laurel Award for Top Male Dramatic Performance                                                                                                  |
| 1962 | Satan Never Sleeps              | Father O'Banion                         | |
| 1962 | The Counterfeit Traitor         | Eric Erickson                           | |
| 1962 | The Lion                        | Robert Hayward                          | |
| 1964 | Paris When It Sizzles           | Richard Benson/Rick                     | |
| 1964 | The 7th Dawn                    | Major Ferris                            | |
| 1966 | Alvarez Kelly                   | Alvarez Kelly                           | |
| 1967 | Casino Royale                   | Ransome                                 | |
| 1968 | The Devil's Brigade             | Lt. Col. Robert T. Frederick            | |
| 1969 | The Wild Bunch                  | Pike Bishop                             | |
| 1969 | The Christmas Tree              | Laurent Ségur                           | |
| 1971 | Wild Rovers                     | Ross Bodine                             | |
| 1972 | The Revengers                   | John Benedict                           | |
| 1973 | Breezy                          | Frank Harmon                            | |
| 1974 | Open Season                     | Hal Wolkowski                           | |
| 1974 | The Towering Inferno            | Jim Duncan                              | |
| 1976 | Network                         | Max Schumacher                          | Đề cử – Academy Award for Best Actor Đề cử – BAFTA Award for Best Actor in a Leading Role Đề cử – National Society of Film Critics Award for Best Actor |
| 1978 | Fedora                          | Barry "Dutch" Detweiler                 | |
| 1978 | Damien: Omen II                 | Richard Thorn                           | |
| 1979 | Escape to Athena                | Prisoner smoking a cigar in prison camp | Không được ghi danh |
| 1979 | Ashanti                         | Jim Sandell                             | |
| 1980 | When Time Ran Out               | Shelby Gilmore                          | |
| 1980 | The Earthling                   | Patrick Foley                           | |
| 1981 | S.O.B.                          | Tim Culley                              | |

| Năm  | Phim                   | Vai diễn                          | Ghi chú                                                                    |
| ---- | ---------------------- | --------------------------------- | -------------------------------------------------------------------------- |
| 1955 | Lux Video Theatre      | Intermission Guest                | Tập phim: Love Letters                                                     |
| 1955 | I Love Lucy            | Himself                           | Tập phim: Hollywood at Last                                                |
| 1956 | The Jack Benny Program | Himself                           | Tập phim: William Holden/Frances Bergen Show                               |
| 1973 | The Blue Knight        | Bumper Morgan                     | Primetime Emmy Award for Outstanding Lead Actor in a Miniseries or a Movie |
| 1976 | 21 Hours at Munich     | Chief of Police Manfred Schreiber |                                                                            |

## Xuất hiện trên sóng phát thanh
| Năm  | Chương trình             | Tập/Nguồn               |
| ---- | ------------------------ | ----------------------- |
| 1946 | Lux Radio Theatre        | Miss Susie Slagle's     |
| 1952 | Lux Radio Theatre        | Submarine Command       |
| 1952 | Hollywood Star Playhouse | The Joyful Beggar       |
| 1953 | Lux Radio Theatre        | Appointment with Danger |
| 1953 | Lux Summer Theatre       | High Tor                |

### Sách tiểu sử

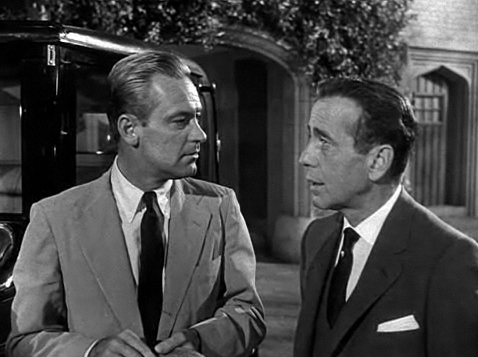
Với Humphrey Bogart trong phim Sabrina (1954)

- Capua, Michelangelo. William Holden: A Biography. Jefferson, North Carolina: McFarland & Company, 2010. ISBN 978-0-7864-4440-3.
- Gaines, Virginia Holden and Mike Prcic. Growing Up with William Holden: A Memoir. Newark, Notts, UK: Strategems, 2007. ISBN 978-0-9741304-5-3.
- Heymann, C. David. Bobby and Jackie: A Love Story. New York: Simon & Schuster, 2009. ISBN 978-1-4001-6422-6.
- Phillips, Gene D. Some Like It Wilder: The Life and Controversial Films of Billy Wilder. Lexington, Kentucky: University Press of Kentucky, 2010. ISBN 978-0-8131-2570-1.
- Quirk, Lawrence J. The Complete Films of William Holden. Sacramento, California: Citadel Press, 1986. ISBN 978-0-8065-0998-3.
- Quirk, Lawrence J.The Films of William Holden. Sacramento, California: Citadel Press, 1973. ISBN 978-0-8065-0375-2.
- Strodder, Chris. Swingin' Chicks Of the Sixties. San Rafael, California: Cedco Publishing Company, 2000. ISBN 978-0-7683-2232-3.
- Thomas, Bob. Golden Boy: The Untold Story of William Holden. New York: St. Martin's Press, 1983. ISBN 978-0-312-33697-4.